# Microplitis tobiasi
Microplitis tobiasi är en stekelart som beskrevs av Kotenko 2007. Microplitis tobiasi ingår i släktet Microplitis och familjen bracksteklar. Inga underarter finns listade i Catalogue of Life.